# Myrmecia fulvipes
Myrmecia fulvipes är en myrart som beskrevs av Julius Roger 1861. Myrmecia fulvipes ingår i släktet bulldoggsmyror, och familjen myror. Inga underarter finns listade i Catalogue of Life.